# Milionia rubristrigata
Milionia rubristrigata là một loài bướm đêm trong họ Geometridae.